# La Bouëxière
La Bouëxière è un comune francese di 4 602 abitanti (al 1º gennaio 2022), situato nel dipartimento dell'Ille-et-Vilaine nella regione della Bretagna.

## Storia

### Simboli
Lo stemma di La Bouëxière sì blasona:
Vi è raffigurato il ponte-stramazzo di Chevré del XIII secolo, assieme all'emblema dei La Bouëxière (XII sec.).

## Società

### Evoluzione demografica
abitanti censiti